# Blandine Ebinger
Blandine Ebinger, nata Blandine Loeser (Berlino, 4 novembre 1899 – Berlino, 25 dicembre 1993), è stata un'attrice e cantante tedesca.

## Biografia

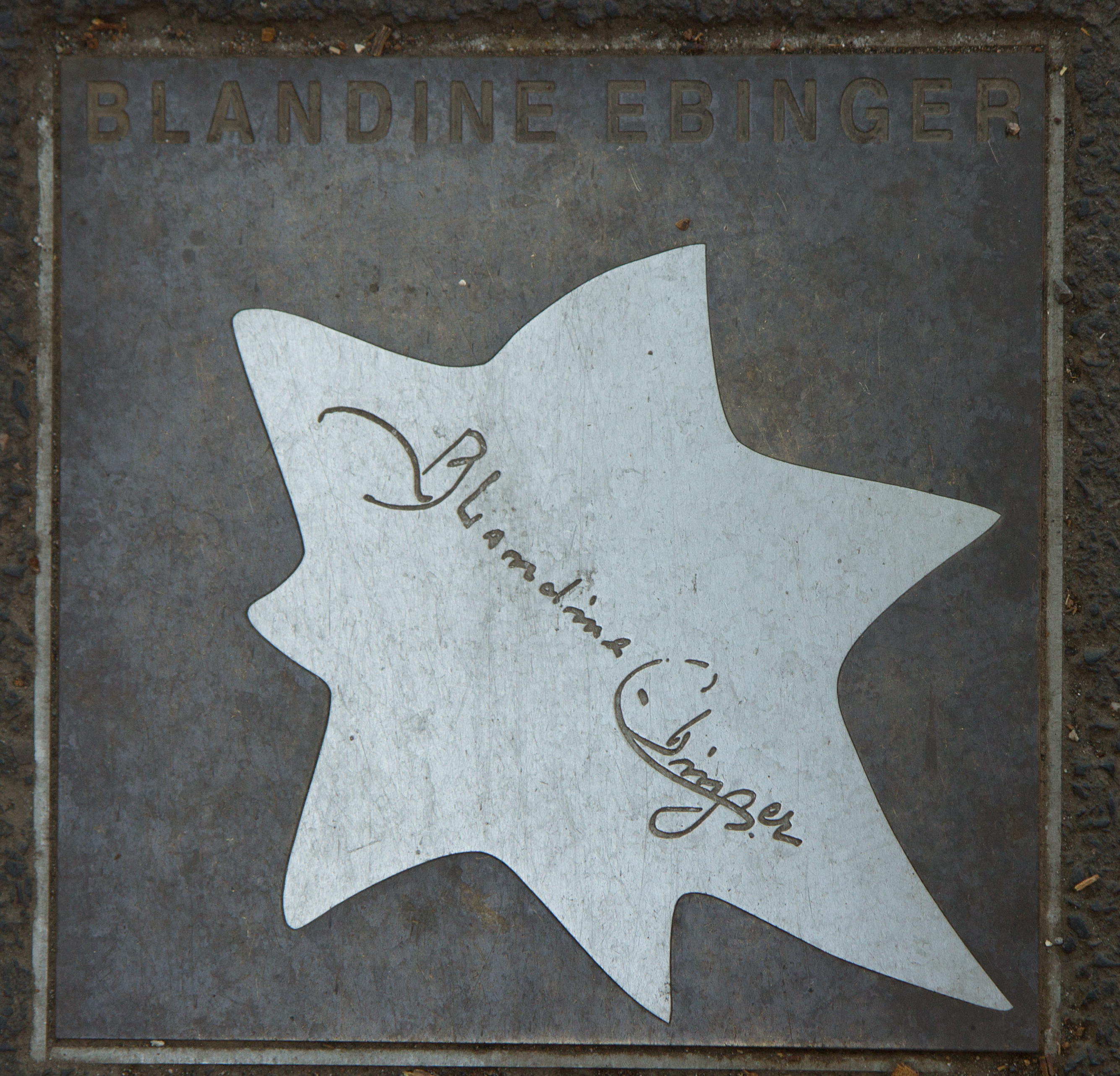

Blandine era la figlia del pianista Gustav Loeser e dell'attrice Margarethe Wezel (1878-1957) che, dopo aver divorziato, sposò il dottor Ernst Ebinger il quale diede a Blandine il proprio cognome. Iniziò a recitare a sette anni nel Klein Eyolf di Ibsen, rappresentato alla Schauspielhaus di Lipsia, proseguendo una regolare carriera di attrice. Adolescente, si esibì nei cabaret berlinesi e debuttò nel 1917 al cinema.
Nel 1919 sposò il compositore ebreo Friedrich Hollaender, che per lei scrisse il ciclo di canzoni Lieder eines armen Mädchens, ed ebbero nel 1924 la figlia Philine. Blandine e Hollaender divorziarono nel 1926. Divenuta una delle più popolari cantanti della Repubblica di Weimar, nel 1937 dovette abbandonare la Germania con la figlia per proteggerla dalle persecuzioni dei nazisti. Nel 1947 tornò in Europa, recitando in teatro a Zurigo e dal 1949 a Berlino. Seguirono numerosi spettacoli televisivi e la riproposizione fino ai primi anni ottanta del suo repertorio cabarettistico.
Blandine Ebinger, che si era risposata nel 1965, morì il 25 dicembre 1993 a Berlino e fu sepolta nel Waldfriedhof della capitale tedesca.

## Filmografia parziale
- Die Ratten (1921)

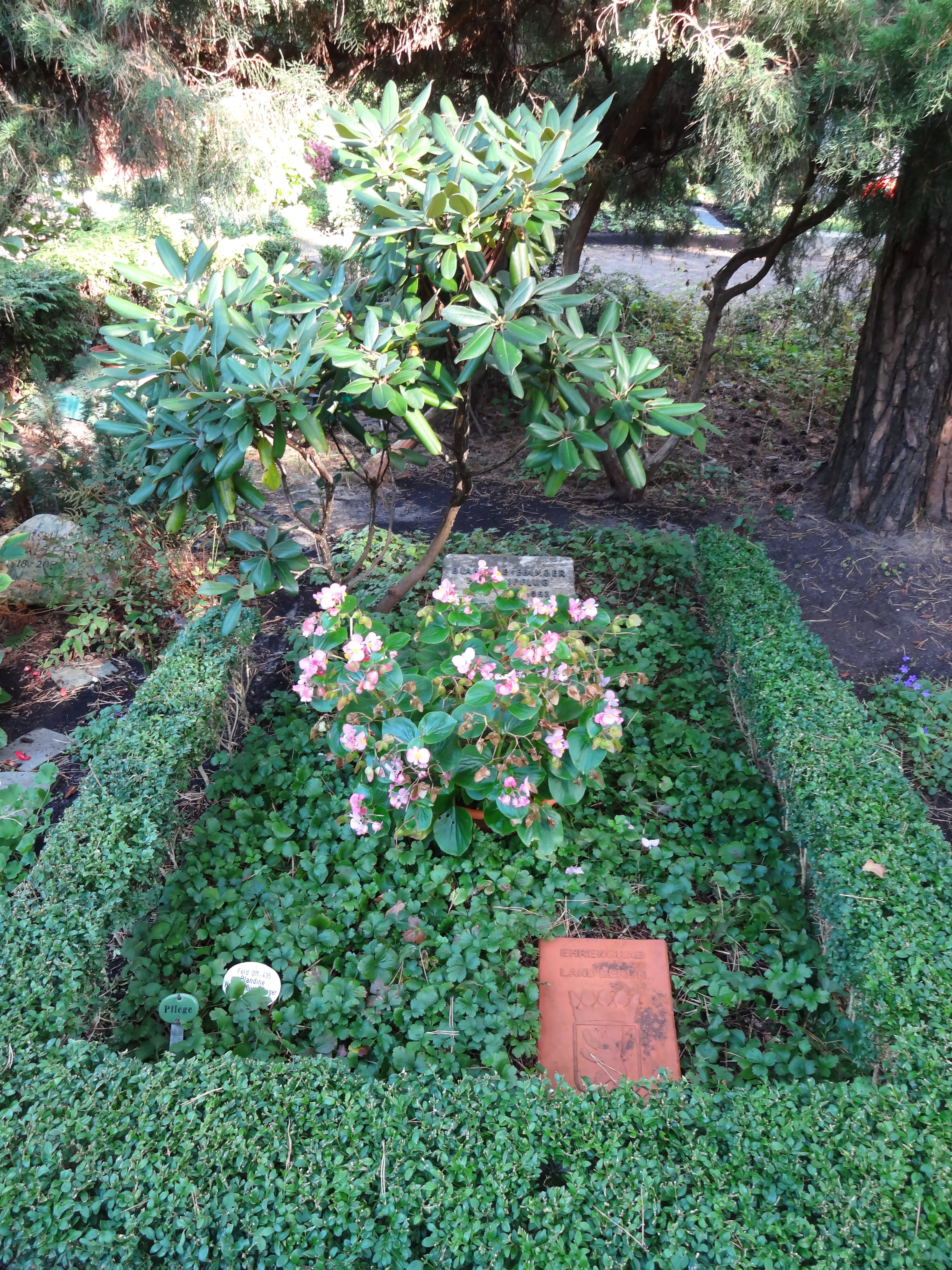
La sua tomba a Berlino

- Kopf hoch, Charly!, regia di Willi Wolff (1927)
- L'avventura felice (1932)
- Un affare misterioso (1932)
- Canto d'amore (1936)
- La grande conquista (1938)
- Prison Ship (1945)
- Affaire Blum (1948)
- La traversata del terrore (1950)
- La spia dagli occhi verdi (1954)
- Berlino-Tokyo: Operazione Spionaggio (1955)
- E ciò al lunedì mattina (1959)
- L'ultimo testimone (1960)
- Una Venere senza nome per l'ispettore Forrester (1971)
- Hauptsache Ferien (1972)